# Pamlico Sound

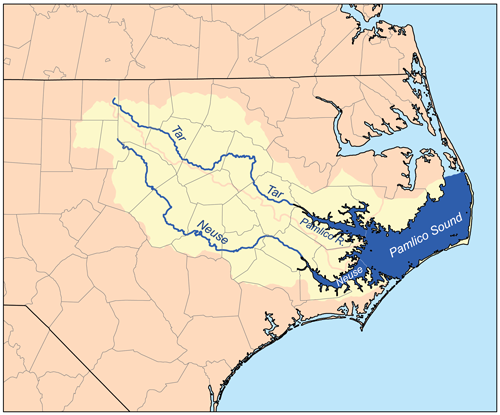
Pamlico Sound

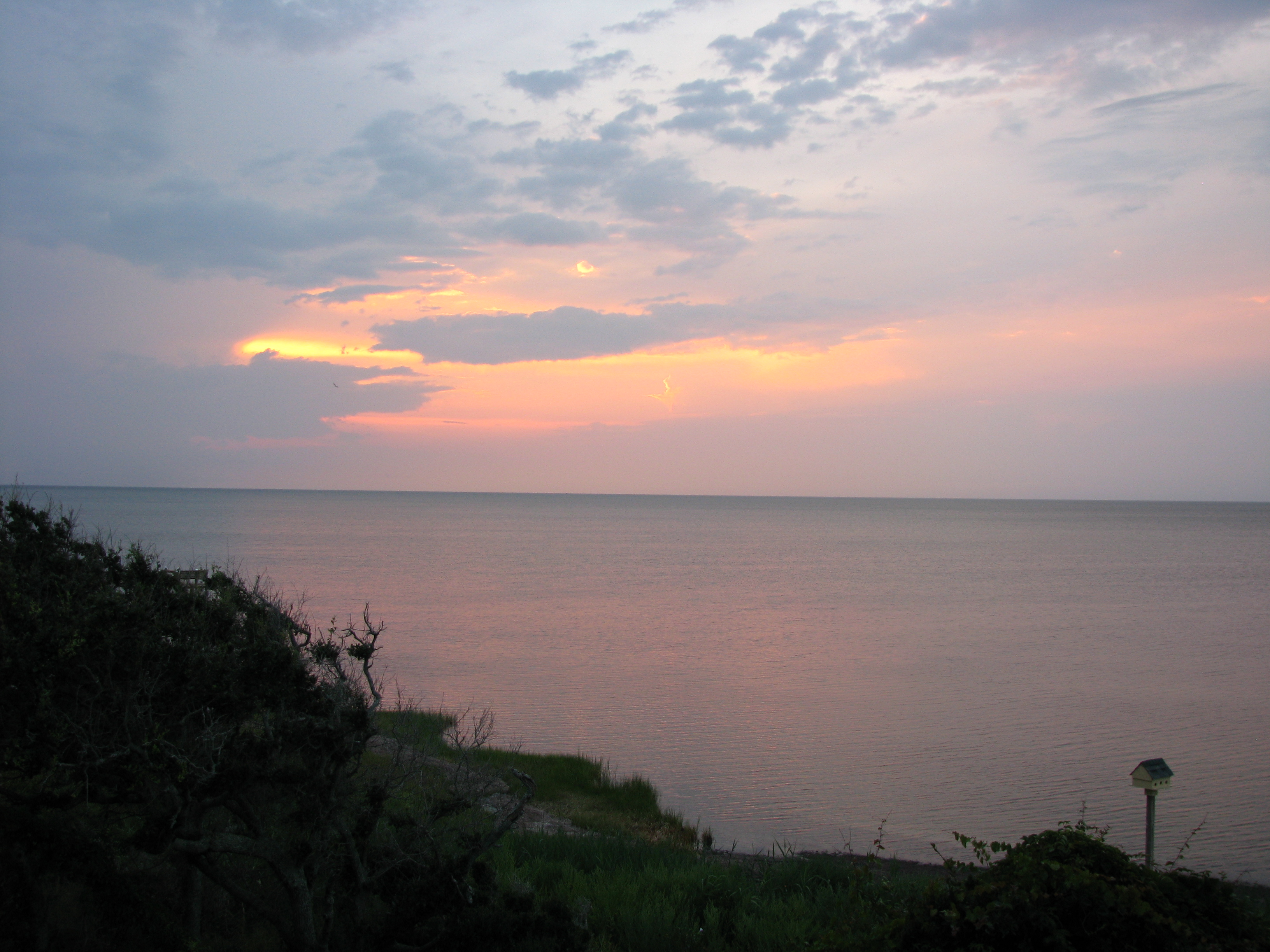
Pôr-do-sol na baía de Pamlico

O Pamlico Sound ou baía de Pamlico (pam-lik-o), na Carolina do Norte, é a maior lagoa da Costa Leste dos Estados Unidos. Tem 129 km de comprimento por 24 a 48 km de largura. Está separada do oceano Atlântico pelos Outer Banks, um grupo de ilhas-barreira baixas e arenosas, cuja extremidade oriental é o cabo Hatteras. Dois rios, com origem nos Montes Apalaches, aí terminam: o Neuse e o Pamlico (este último é o estuário da rio Tar). O Pamlico Sound comunica a norte com a baía de Albemarle pelo Estreito de Roanoke e Estreito de Croatan. O estreito de Core forma o extremo meridional. 
O navegador e aventureiro florentino Giovanni da Verrazzano, que explorou esta região para a compra de Francisco I em 1524, julgou identificar esta baía imensa com o oceano Pacífico. As correntes através dos estreitos fazem comunicar a baía e o Oceano Atlântico e são por vezes muito fortes, constituindo um elemento de perigo considerável. As marés são fortes e rápidas.